# Thera contractata
Thera contractata là một loài bướm đêm trong họ Geometridae.